# Dzień (Der Tag)
Dzień (Der Tag) – żydowski dziennik, wydawany w języku jidysz w Krakowie w latach 1909–1913.